# Oleśnica Mała

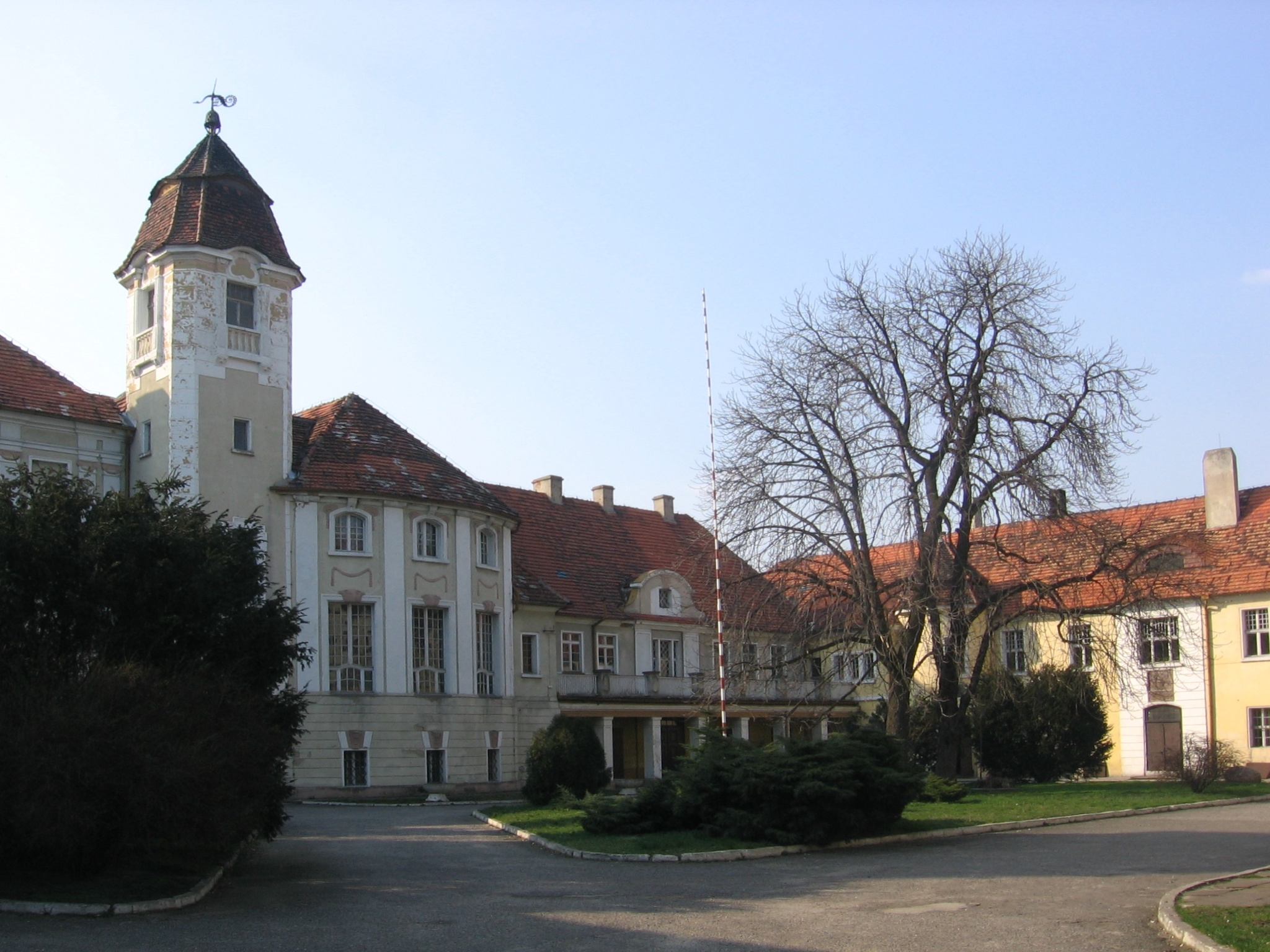
Podjazd przed pałacem w Oleśnicy Małej

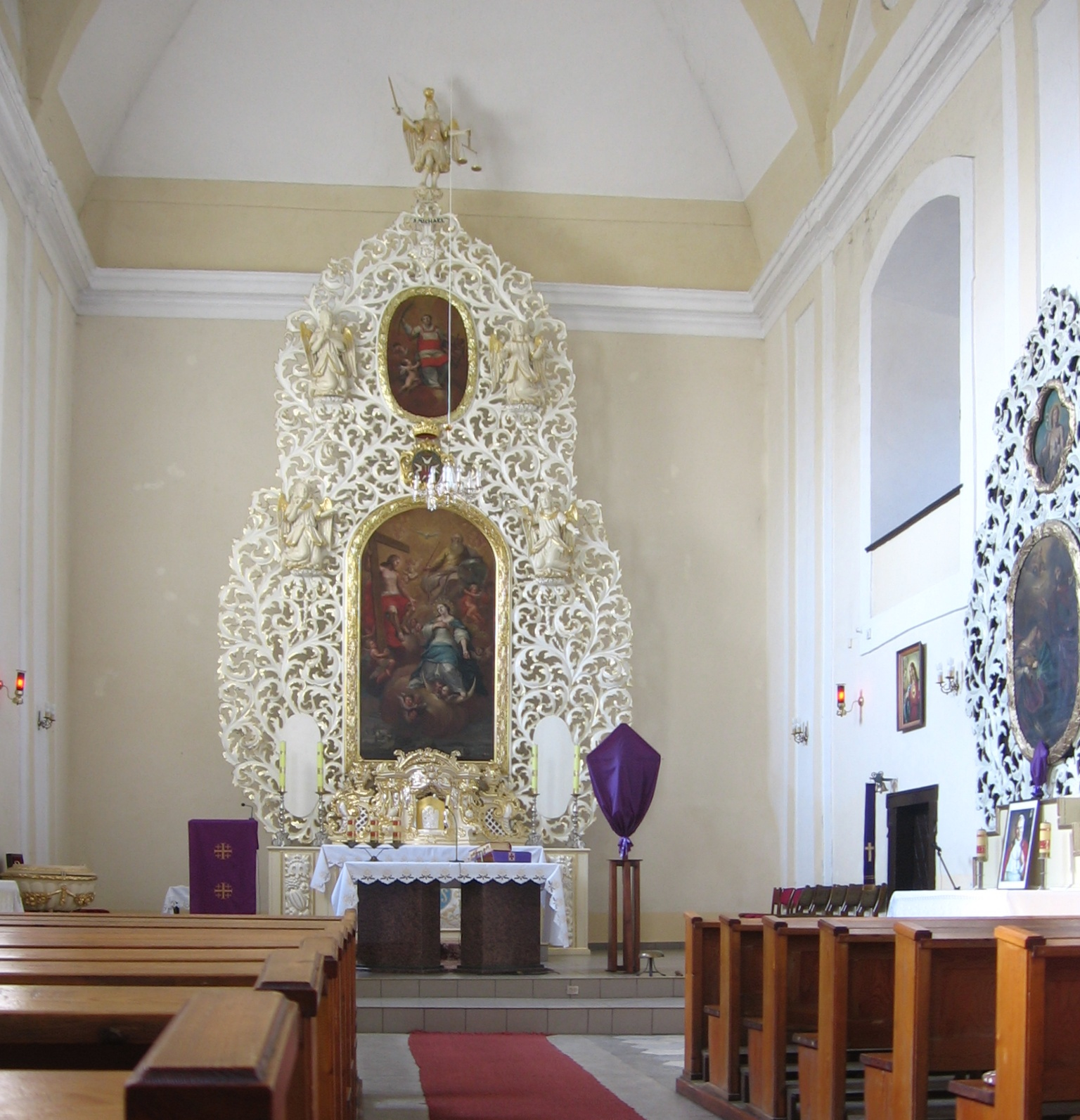
Wnętrze kościoła w pałacowym kompleksie

Oleśnica Mała (do 1945  niem. Klein Öls) – wieś w Polsce położona w województwie dolnośląskim, w powiecie oławskim, w gminie Oława.
W latach 1945–1954 siedziba gminy Oleśnica Mała. W latach 1954–1959 wieś należała i była siedzibą władz gromady Oleśnica Mała, po jej zniesieniu w gromadzie Częstocice. W latach 1975–1998 miejscowość administracyjnie należała do województwa wrocławskiego.

## Historia
Pod koniec XII wieku książę Bolesław I Wysoki wybudował tu - w środku dziewiczej puszczy - myśliwski zamek z kaplicą. Przy okazji urządzanych w okolicy polowań przyjmował w nim wielu znakomitych gości, m.in. biskupa wrocławskiego Żyrosława II. Syn Bolesława, Henryk Brodaty w pierwszej połowie XIII wieku (przed 1226 r.) zdecydował wspólnie ze swą żoną (i prawdopodobnie na jej życzenie) Jadwigą z Andechs przekazać posiadłość templariuszom; przybyli oni z Süpplingenburga koło Brunszwiku i urządzili tu swą pierwszą na tych ziemiach komandorię. W następnych dziesięcioleciach rozbudowali oni swą siedzibę w Oleśnicy Małej, założyli w okolicy nowe wsie, a swoją kaplicę wzbogacili o relikwie różnych świętych, w tym relikwię swojej dobrodziejki, św. Jadwigi z Andechs.
Zakon został skasowany przez papieża Klemensa V w 1312 r., a zamek przejęli joannici (zakon katolicki) (zwani też kawalerami maltańskimi), ich tutejszymi komturami byli m.in. Kasper von Hobergk i Franz von Reibnitz. Przez pięć następnych stuleci Oleśnica Mała zaliczała się do najbogatszych majątków tego zakonu na Śląsku.
Podczas wojny trzydziestoletniej (1618-1648) siedziba joannitów uległa zniszczeniu, ale wkrótce ją odbudowano. Pół wieku później, w 1706 r., została strawiona przez pożar, po którym komtur von Dietrichstein podjął decyzję o budowie pałacu w formie, która w znacznym stopniu (uwzględniając późniejsze rozbudowy) zachowała się do dziś. Prace przy budowie pałacu ukończono w 1711 r. i jeszcze przez następne sto lat przebywali tu joannici, kiedy w 1810 r. w związku z kasatą klasztorów w Prusach pałac przejęło państwo.
Wkrótce po tej sekularyzacji, w uznaniu zasług feldmarszałka Ludwiga Yorcka von Wartenburga w wojnie z Napoleonem król pruski Fryderyk Wilhelm III Hohenzollern podarował mu wieś wraz z pałacem. W rękach ewangelickich hrabiów Yorck von Wartenburg posiadłość pozostawała przez pięć pokoleń, aż do końca II wojny światowej, pomimo to jednak kościół przez cały czas pozostawał rzymskokatolicki.
Hrabia Johann David Yorck już od 1815 r. podjął znaczną rozbudowę pałacu, którą zakończył po pięciu latach. Następną rozbudowę zrealizował w latach 1904–1905 hr. dr Heinrich Yorck von Wartenburg, budując wieżę - zwaną wieżą Zofii - przy wejściu głównym oraz oranżerię wzdłuż południowej ściany kościoła należącego do kompleksu pałacowego. Peter Yorck von Wartenburg, ostatni właściciel majątku, stracony został w Berlinie niespełna 3 tygodnie po zamachu na Hitlera, 8 sierpnia 1944 za udział w założonym przezeń wraz jego przyjacielem Helmutem J. von Moltke Kręgu z Krzyżowej. W ścianę pałacu wmurowano dwujęzyczną - polsko-niemiecką - tablicę pamiątkową poświęconą ostatniemu z właścicieli Oleśnicy Małej.
W upaństwowionym po wojnie pałacu mieści się obecnie Zakład Doświadczalny Hodowli i Aklimatyzacji Roślin oraz mieszkania jego pracowników.

## Zabytki
Do wojewódzkiego rejestru zabytków wpisany jest:
- zespół klasztorny joannitów, później pałacowy, z XVII-XX w.:
  - pałac
  - kościół pw. św. Wawrzyńca
  - park
  - mauzoleum rodziny York von Wartenburg, z herbem rodowym nad wejściem[5], obecnie kaplica, z 1828 r.